# Парагвай на летних Олимпийских играх 2000
Парагвай принимал участие в Летних Олимпийских играх 2000 года в Сиднее (Австралия) в восьмой раз за свою историю, но не завоевал ни одной медали. Сборную страны представляли 3 женщины.

## Состав олимпийской сборной Парагвая

### Плавание
Спортсменов — 2
В следующий раунд на каждой дистанции проходили лучшие спортсмены по времени, независимо от места занятого в своём заплыве.
Мужчины
| Спортсмен    | Соревнование | Предварительные заплывы | Предварительные заплывы | Полуфиналы | Полуфиналы | Финал     | Финал     |
| Спортсмен    | Соревнование | Результат               | Место                   | Результат  | Место      | Результат | Место     |
| ------------ | ------------ | ----------------------- | ----------------------- | ---------- | ---------- | --------- | --------- |
| Антонио Леон | 100 м брасс  | 1:08,12                 | 61                      | Не прошёл  | Не прошёл  | Не прошёл | Не прошёл |

Женщины
| Спортсменка  | Соревнование   | Предварительные заплывы | Предварительные заплывы | Полуфиналы | Полуфиналы | Финал     | Финал     |
| Спортсменка  | Соревнование   | Результат               | Место                   | Результат  | Место      | Результат | Место     |
| ------------ | -------------- | ----------------------- | ----------------------- | ---------- | ---------- | --------- | --------- |
| Андреа Проно | 100 м на спине | 1:08,11                 | 45                      | Не прошла  | Не прошла  | Не прошла | Не прошла |